# Skrajna sila
Skrajna sila je pravni izraz za dejanje, ki ima vse znake kaznivega dejanja, a je posledica odvračanja nevarnosti zoper življenje ali telo. V Sloveniji je po kazenskem zakoniku (Uradni list RS 95/2004 z dne 27. 8. 2004) v 12. členu skrajna sila opredeljena tako:
1. Ni kaznivo dejanje tisto dejanje, ki je storjeno v skrajni sili.
2. Skrajna sila je podana takrat, kadar stori storilec dejanje, ki ima vse zakonske znake kaznivega dejanja zato, da bi od sebe ali koga drugega odvrnil istočasno nezakrivljeno nevarnost, ki je ni bilo mogoče odvrniti drugače, pri tem pa prizadejano zlo ni večje od zla, ki je grozilo.
3. Storilec, ki je sam povzročil nevarnost, toda iz malomarnosti, ali je prekoračil meje skrajne sile, se sme mileje kaznovati, če pa je prekoračil meje skrajne sile v posebno olajševalnih okoliščinah, se mu sme kazen tudi odpustiti.
4. Skrajne sile ni, če se je bil storilec dolžan izpostaviti nevarnosti.